# Maximiliano Salinas
Maximiliano Augusto Gabriel Salinas Campos (1952) es un historiador chileno, dedicado al estudio de la religión y la cultura popular, especialmente el humor y la convivialidad humana. Obtiene el doctorado en Teología en la Universidad Pontificia de Salamanca (1991). 

## Biografía
Académico en la Facultad de Humanidades de la Universidad de Santiago de Chile desde el año 2000. Premio de Ensayo Histórico “Patricio Estellé” (1976) y Premio de Ensayo “Martín Cerda” de la Sociedad de Escritores de Chile (2000) (1).
Su tesis de pregrado en la Universidad Católica de Chile estudia las expresiones de la Ilustración católica en América, continuando las investigaciones de Mario Góngora. Más adelante reconstruye la historia de la religiosidad popular en Chile, en particular del canto a lo Divino, inspirado en la obra de Juan Uribe Echevarría. Para ello estudia la Lira popular de fines del siglo XIX y comienzos del XX. Sus resultados se exponen en la tesis doctoral Canto a lo divino y religión popular en Chile hacia 1900 (1991, 2005). Publica varias biografías del dirigente sindical Clotario Blest (1980, 1991, 1994). En México publica una historia del cristianismo en Iberoamérica (Gracias a Dios que comí, 2000). Más adelante, se especializa en la historia del humor popular utilizando la prensa satírica, desde la obra de Juan Rafael Allende en el siglo XIX a la revista Topaze de mediados del siglo XX (2001, 2011). Sus investigaciones históricas recientes abordan la experiencia del amor en las culturas indígenas y mestizas de Chile y América del Sur, basadas en las enseñanzas de Humberto Maturana. Un resultado es la obra en equipo auspiciada por la USACH Lo que puede el sentimiento. El amor en las culturas indígenas y mestizas en Chile y América del Sur, siglos XIX y XX (2015). Con este referente publica la biografía de Gabriela Mistral La revolución mestiza de la Tierra (2019). La obra de Maximiliano Salinas se recoge en distintos ámbitos y tendencias de especialistas en humanidades: sociología, estética, filosofía, antropología, literatura, psicología, musicología, teología e historia (2).

## Obras
LIBROS:
- Hacia una teología de los pobres, Lima: Centro de Estudios y Publicaciones, 1980. Con Diego Irarrázaval.
- Historia del pueblo de Dios en Chile: La evolución del cristianismo desde la perspectiva de los pobres, Santiago: Ediciones Rehue, 1987. Con Juan Sepúlveda.
- Clotario Blest: profeta de Dios contra el capitalismo, Santiago: Ediciones Rehue, 1987.
- Canto a lo divino y religión popular en Chile hacia 1900, Santiago: Ediciones Rehue, 1991. Segunda edición, LOM, 2005.
- Clotario Blest: testigo de la justicia de Cristo para los pobres, Santiago: Editorial Salesiana, 1991.
- Don Enrique Alvear: el obispo de los pobres, Santiago: Paulinas, 1991.
- La reivindicación de Jesús: Clotario Blest y su tiempo, Santiago: Ediciones de la Familia Franciscana, 1994.
- En el chileno el humor vive con uno: el lenguaje festivo y el sentido del humor en la cultura oral popular de Chile, Santiago: LOM, 1998.
- Gracias a Dios que comí: Los orígenes del cristianismo en Iberoamérica y el Caribe (siglos XV-XX), México: Ediciones Dabar, 2000.
- El reino de la decencia: El cuerpo intocable del orden burgués y católico de 1833, Santiago: Sociedad de Escritores de Chile, 2000.
- En el cielo están trillando. Para una historia de las creencias populares en Chile e Iberoamérica, Santiago: USACH, 2000.
- El que ríe último. Caricaturas y poesías en la prensa humorística chilena del siglo XIX, Santiago: Editorial Universitaria, 2001. Con Daniel Palma, Christian Báez y Marina Donoso.
- ¡Ya no hablan de Jesucristo!: Las sátiras al alto clero y las mentalidades religiosas en Chile a fines del siglo XIX, Santiago, LOM, 2002.
- ¿Quiénes fueron los vencedores?: Élite, pueblo y prensa humorística de la Guerra Civil de 1891, Santiago, LOM, 2005. Con Tomás Cornejo y Catalina Saldaña.
- ¡Vamos remoliendo, mi alma! La vida festiva popular en Santiago de Chile 1870-1910, Santiago: LOM, 2007. Con Elisabet Prudant, Tomás Cornejo y Catalina Saldaña.
- La risa de Gabriela Mistral: una historia cultural del humor en Chile e Iberoamérica, Santiago: LOM, 2011.
- El Chile de Juan Verdejo. El humor político de Topaze, 1931-1970, Santiago: Ediciones Usach, 2011. Con Jorge Rueda y Judith Silva.
- Soy zurdo de nacimiento. Las cuecas de Roberto Parra. Santiago: LOM, 2011. Con Micaela Navarrete.
- Para amar a quien yo quiero. Canciones femeninas de la tradición oral chilena recogidas por Rodolfo Lenz, Santiago: DIBAM, 2012. Con Micaela Navarrete.
- Salvador Allende: una vía pacífica al socialismo, Santiago: USACH, 2013.
- ¡El que se ríe se va al cuartel! Risa y resistencia en las poblaciones de Santiago de Chile 1973-1990, Santiago: LOM, 2015. Con Jorge Rueda.
- Lo que puede el sentimiento. El amor en las culturas indígenas y mestizas en Chile y América del Sur, siglos XIX y XX, Santiago: Ocho Libros Ediciones, 2015. Con Jorge Rueda, Consuelo Hayden y Daniel Sierra.
- Gabriela Mistral. La revolución mestiza de la Tierra, Santiago: USACH, 2019.

COLABORACIONES EN REVISTAS Y LIBROS:
- La actitud religiosa del poeta popular chileno Bernardino Guajardo 1812-1886, Anales de la Facultad de Teología. Universidad Católica de Chile. Vol. XXXIII, Santiago 1983, 207-228.
- Love and rural popular culture, Kenneth Aman, Cristian Parker eds., Popular culture in Chile. Resistance and survival, Boulder - San Francisco - Oxford: Westview Press, 1991, 141-154.
- Theologische Träume, soziale Kämpfe und volkstümliche Vorstellungswelt im nachkolonialen Lateinamerika, Raúl Fornet-Betancourt hrsg., Theologien in der Sozial- und Kulturgeschichte Lateinamerikas. Die Perspektive der Armen. Band 3. Implizite Theologien im 19. und 20. Jahrhundert, Eichstätt: Diritto Verlag, 1993, 250-281.
- ¡Toquen flautas y tambores! Una historia social de la música desde las culturas populares en Chile, siglos XVI-XX, Revista Musical Chilena. Universidad de Chile, Año LIV, N° 193, 2000, 45-82.
- El carnaval expectante: la fiesta y la identidad chilena, Fidel Sepúlveda, Romina Pantoja eds., La fiesta ritual: valor antropológico, estético, educativo. Colección Aisthesis. Facultad de Filosofía, Instituto de Estética, Universidad Católica de Chile, Santiago 2000, 45-64.
- Religión popular y cultura popular en América Latina en el siglo XX, Eduardo Cavieres ed., Los proyectos y las realidades. América Latina en el siglo XX, Ediciones Universitarias de Valparaíso, Pontificia Universidad Católica de Valparaíso, Valparaíso, 2004, 87-107.
- Comida, música y humor. La desbordada vida popular, Rafael Sagredo, Cristián Gazmuri orgs., Historia de la vida privada. El Chile moderno. De 1840 a 1925. Santiago: Taurus, 2006, 85-117.
- ¡Y no se ríen de este leso porque es dueño de millones!: El asedio cómico y popular de Juan Rafael Allende a la burguesía chilena del siglo XIX, Historia, Universidad Católica de Chile, 39, I, 2006, 213-262.
- La persistencia de una desigualdad colonial: el ideal caballeresco en Chile, siglos XIX y XX, Alejandra Araya, Azún Candina, Celia Cussen eds., Del Nuevo al Viejo Mundo: mentalidades y representaciones desde América. Santiago: Universidad de Chile, 2007, 66-84.
- El privilegiado lenguaje del amor en al Andalus, Romanica Silesiana. N° 4, Les jeux littéraires. Wydawnictwo Uniwersytetu Slaskiego, Katowice, 2009, 261-281.
- Las mujeres indígenas, moriscas y africanas: los mestizajes y la representación de la sociabilidad amorosa en Chile. Chungará. Revista de Antropología Chilena, 44, 2, 2012, 325-340.
- ‘Anda, morena, que el amor lo ordena’. La afirmación popular y andalusí del amor y el éxodo de 1492, Edson Faúndez, Oscar Lermanda eds., El laberinto y el hilo. Homenaje a Gilberto Triviños, Concepción: Editorial Universidad de Concepción, 2012, 269-295.
- La incautación de las historias indígenas: itinerario y limitaciones del tiempo lineal en Chile, Tabula Rasa, Bogotá, 22, 2015, 209-226.
- La tardanza y la certeza del amor: la experiencia del tiempo en Violeta Parra. Mapocho, 82, 2017, 11-34.
- Dilemas e invenciones del tiempo lineal burgués en Chile, siglos XIX-XXI, Tabula Rasa, Bogotá, 30, 2019, 47-66.
- Carnaval y descolonización: la irrupción del tiempo cómico de la Tierra, Hispanorama. Zeitschrift des Deutschen Spanischlehrerverbandes, Bremen, 165, 3, 2019, 20-25.
- La posesión de la Tierra: los ideales sexistas de la modernidad colonial en América, siglos XVI-XXI, Mapocho, 87, 2020, 74-114.
- Gabriela Mistral y los escritores del Perú: algunas vinculaciones con José Carlos Mariátegui, Luis Alberto Sánchez y Ciro Alegría. Sergio González ed., Personajes de integración y palabras de amistad entre Perú y Chile, Santiago: RIL, 2021.